# 大江以言

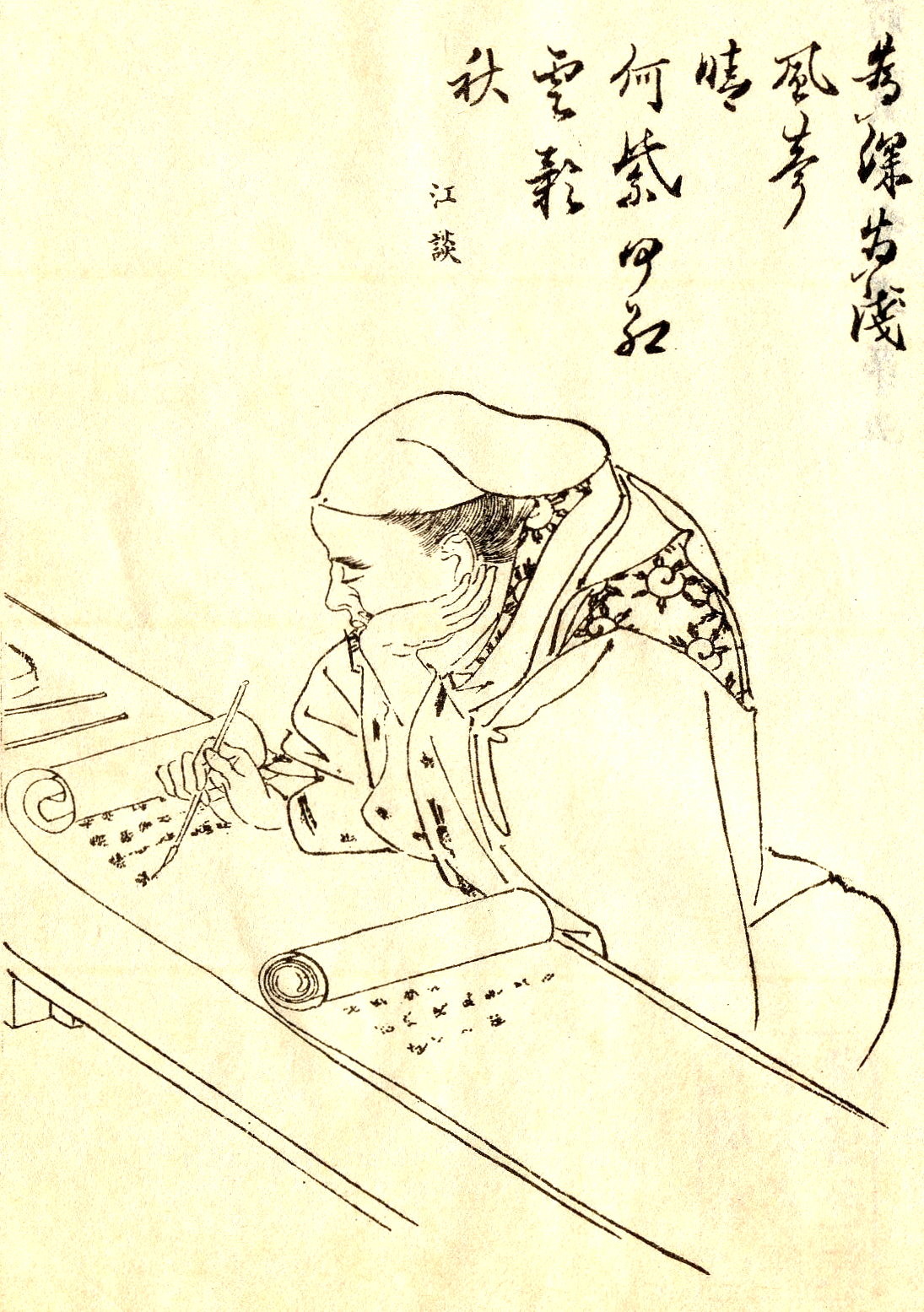
大江以言（菊池容斎『前賢故実』）

大江 以言（おおえ の もちとき、天暦9年（955年） - 寛弘7年7月24日（1010年9月5日））は、平安時代中期の貴族・文人。大隅守・大江仲宣の子。官位は従四位下・式部権大輔。

## 経歴
漢学を藤原篤茂に学ぶ。文章生から対策に及第し、一条朝前半に大内記・勘解由次官を歴任した。世に「帥殿方人」と目されるほど藤原伊周（帥殿）と極めて親しかったため、長徳2年（996年）に発生した長徳の変で伊周が失脚すると、以言も飛騨権守に左遷された。
その後、伊周の赦免に伴って以言も帰京したらしく、長保元年（999年）文章博士、長保5年（1003年）大外記と文筆に関わる官職を歴任。この間の長保5年（1003年）には、長兄・大江清言らとともに、弓削朝臣から大江姓に復している。藤原道長執政下において官途は不遇で、「恨暗漢雲之子細」の佳句が一条天皇の知るところとなり、蔵人に補任されそうになったが、左大臣・藤原道長や殿上人達が承引しなかったので、ことは立ち消えになる。憤懣やるかたない以言は、帝が奸臣に欺瞞されたことを風刺した詩句「鷹鳩不変三春眼、鹿馬可迷二世情」（「馬鹿」の語源にもなったといわれる秦の二世皇帝と趙高の故事を引く）を放言した。それでも殿上人は「湯気（ゆげ）の上らんとす」と以言の旧姓「弓削（ゆげ）」をもじって皮肉ったという。ただし、道長は以言の漢詩を評価していたようで、たびたび自らの詩会に大江匡衡とともに以言を招いている（『御堂関白記』）。のち、治部少輔を経て、式部権大輔を歴任し、位階は従四位下に至った。
寛弘7年（1010年）正月に伊周が没すると、以言もその後を追うように同年7月24日に卒去。享年56。最終官位は従四位下行式部権大輔。

## 文学面
その文体は自由奔放で新奇な趣向が目立つが、言い換えれば恣意で法則を無視したものが多く、とても後学には真似することができないと大江匡房に評されている。その秀作に対して、慶滋保胤が妬みにも似た感嘆を発したことがある。慶滋保胤はまた、具平親王の問いに対して、以言の詩文は「白砂の庭前、翠松の陰の下、陵王を奏するが如し」清奇であると評した。具平親王からも以言は詩文において「上手」と賞賛された。以言は同時代の高名な文士である紀斉名の詩を批判したことがあり、自らも文才を自負していた様子がうかがえる。
一条朝詩壇の詞華集である『本朝麗藻』の入集数は20首で、2位の具平親王（18首）を抜いて最多入集を果たしている。『和漢朗詠集』（11首）、『本朝文粋』（27首）、『新撰朗詠集』（35首）、『和漢兼作集』（6首）などにも詩文を採られている。『以言集』8帖、『以言序』1帖があったことが平安末期を生きた藤原通憲（信西）の蔵書目録に見えるが、伝わらない。
和歌では『詞花和歌集』雑下に「網代には 沈む水屑も なかりけり 宇治のわたりに 我や住ままし」の1首が入集している。
源俊賢・藤原行成・具平親王との親交も詩作からうかがえる。『江談抄』には彼の詩文にまつわる逸話が多く収められている。

## 官歴
注記のないものは後藤昭雄「大江以言考」による。
- 永観年間：文章生対策
- 時期不詳：伊予掾
- 長徳元年（995年）頃：大内記
- 長徳2年（996年） 10月11日：見勘解由次官[5]。10月10日：飛騨権守（長徳の変）[6]
- 長保元年（999年） 8月：文章博士
- 長保3年（1001年） 8月：従五位上[7]
- 長保5年（1003年） 正月：大外記。12月28日：弓削朝臣から大江朝臣に改姓[8]
- 時期不詳：治部少輔
- 時期不詳：従四位下。式部権大輔
- 寛弘7年（1010年）7月24日：卒去（従四位下行式部権大輔）[6][9]

## 系譜
大江音人の玄孫、千古の曾孫、維明の孫、大隅守仲宣の子。正言・嘉言（ともに勅撰歌人、嘉言は中古三十六歌仙の一）の弟。同時代の大学者大江匡衡とは再従兄弟（同じく大江千古の曾孫）にあたり、文士として並び称され、合作したこともある詩友である。
- 父：大江仲宣
- 母：不詳
- 妻：不詳
  - 男子：大江成賢
  - 男子：大江公賢